# Gartendenkmalpflege
Als Gartendenkmalpflege bezeichnet man die geistigen, technischen, handwerklichen und künstlerischen Maßnahmen, die zur Er- und Unterhaltung von Kulturdenkmalen aus dem Bereich der Gartenkunst notwendig sind. Zur Gartendenkmalpflege gehört auch die Beurteilung der Denkmaleigenschaft anhand der in den Gesetzen festgelegten Kriterien (das Objekt muss nach vielen Landesdenkmalschutzgesetzen z. B. einer abgeschlossenen Epoche angehören), sowie die kulturhistorische Einordnung der Gartendenkmale.
Es gibt in der Gartendenkmalpflege zwar viele Überschneidungen mit der Archäologischen Denkmalpflege und der Bau- und Kunstdenkmalpflege. Die Gartendenkmalpflege bedient sich aber auch ganz eigener Verfahren und wendet Maßnahmen in besonderer Ausprägung an, die durch die Besonderheiten pflanzlicher, also lebender, Objekte und den veränderlichen Strukturen der Natur bedingt sind.

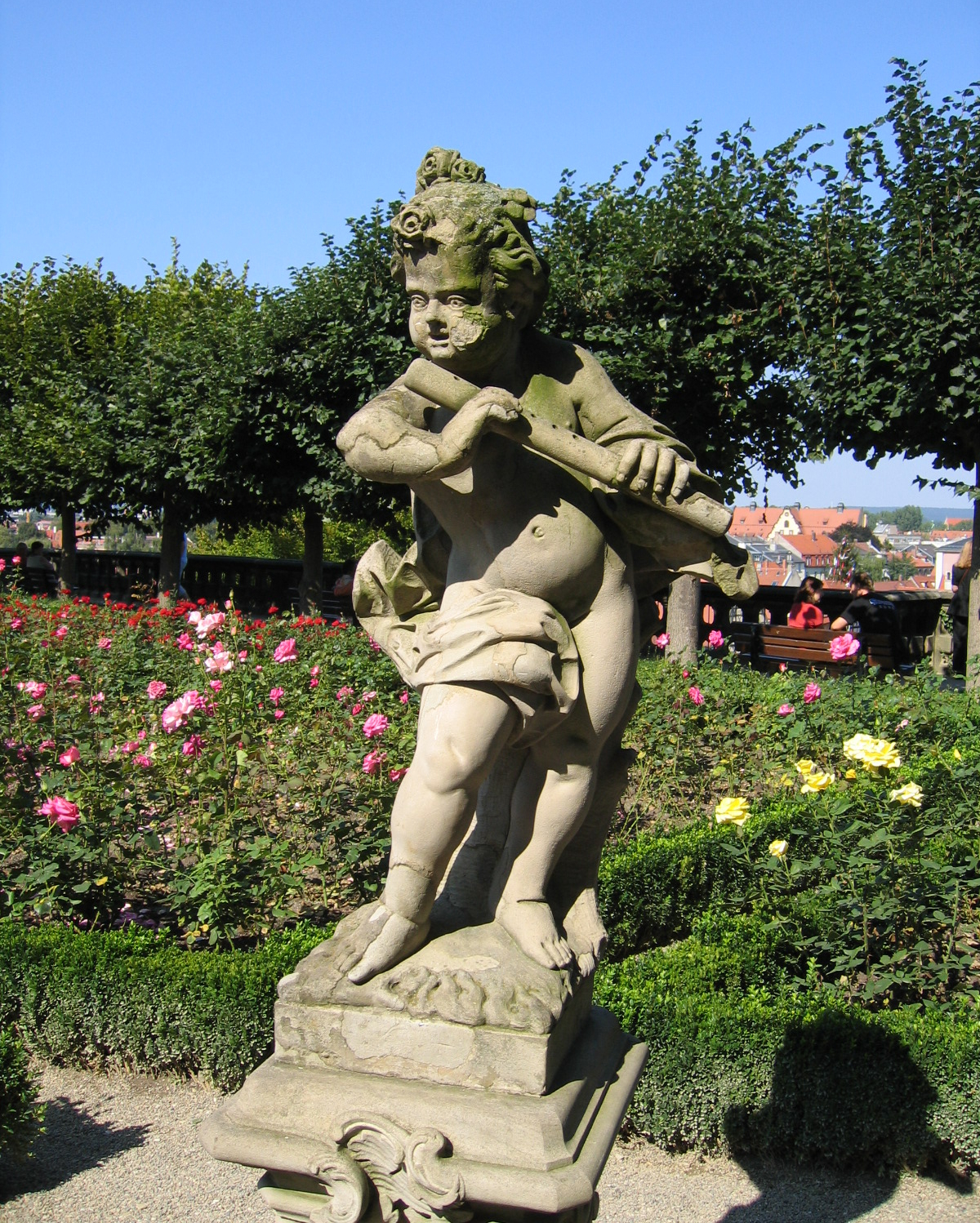
Wiederhergestellter Rosengarten der Neuen Residenz in Bamberg

„Der historische Garten ist ein Bauwerk, das vornehmlich aus Pflanzen, also lebendem Material, besteht, folglich vergänglich und erneuerbar ist. Sein Aussehen resultiert aus einem ständigen Kräftespiel zwischen jahreszeitlichen Wechsel, natürlicher Entwicklung und naturgegebenem Verfall einerseits und dem künstlerischen sowie handwerklichen Willen andererseits, der darauf abzielt, seinem Zustand Dauer zu verleihen.“

## Aufgabengebiet
Objekt der Gartendenkmalpflege sind nicht nur Gärten, sondern alle Objekte im nicht bebauten Raum (Freiraum), welche denkmalpflegerisch die Voraussetzungen eines Denkmals erfüllen und aus Pflanzen bestehen oder pflanzliche Elemente beinhalten. Dies umfasst im letztgenannten Fall also auch nicht-pflanzliche Bestandteile.
Denkmalwürdig können nicht nur die bekannten feudalen Gärten und Parks, sondern auch öffentliche und private Anlagen aus nachfolgenden Zeiten sein (sogar aus der Nachkriegszeit, da diese zunehmend als abgeschlossene Epoche gewertet wird), egal welche Gestaltungsrichtung, welchen Zweck und Nutzung sie hatten, und selbst dann, wenn sie früher oder derzeit nur wenig Bekanntheit erlangt haben.
Das Aufgabengebiet kann vom geschichtlich bedeutsamen Einzelbaum (z. B. einer Tanzlinde), dem Erhalt einer Allee, eines Barock- oder Landschaftsgartens, eines Friedhofs usw., bis zur Erhaltung von Kulturlandschaften (z. B. Dessau-Wörlitzer Gartenreich) gehen.

## Rechtsgrundlagen

### Deutschland
Grundlage und Rahmen des Schutzes, der Pflege und von Erhaltungs- bzw. Wiederherstellungsmaßnahmen von Gartendenkmalen sind die gesetzlichen Anordnungen, Verfügungen, Genehmigungen und Auflagen. Dies sind in Deutschland die Landes-Denkmalschutzgesetze, da in Deutschland der Denkmalschutz gemäß Grundgesetz unter die Kulturhoheit der Länder fällt. Die Landesgesetze sind in jedem Bundesland unterschiedlich ausgestaltet, enthalten aber inzwischen (das war nicht immer so!) alle eine Regelung, die auch gärtnerisch gestaltete Anlagen als schutzwürdige Objekte des Denkmalschutzes einschließt. Dies geschieht zum Teil dadurch, dass Gartenkunstwerke als eigene Kategorie im Gesetzestext aufgeführt sind, in anderen Gesetzen gelten sie pro forma als Bauwerke und sind dadurch miterfasst.
Für die Unterschutzstellung gibt es im Prinzip zwei Systeme:
- Entweder stellt das Gesetz grundsätzlich alle Objekte, die die im Gesetz definierten Kriterien erfüllen, als Denkmal unter Schutz. Denkmallisten haben dann nur informellen Charakter.
- Oder es sind nur die Objekte, die in gesonderten Denkmallisten aufgeführt werden, als Denkmal geschützt. Dies gibt dem Eigentümer, der sich an Auflagen zu halten hat, Rechtssicherheit, denn er muss nur in der Liste nachschauen. Die Erstellung und ständige Aktualisierung erfordert aber einen hohen Aufwand. Gerade für den Bereich der Gartendenkmale ist dieses System derzeit nachteilig, denn hier bestehen erhebliche Erfassungsdefizite.

### Großbritannien
In England werden historische Gärten durch English Heritage entsprechend dem National Heritage Act von 1983 in einem Verzeichnis historischer Parks und Gärten von besonderem Interesse in den Kategorien I, II* und II erfasst, CADW verfährt analog in Wales. Für Nordirland existiert keine Liste. Kriterien sind historische Bedeutung, Seltenheitswert und die Qualität der Landschaftsgestaltung. Für zeittypische Gärten ist keine Konservierung vorgesehen, die Gärten von Bauernhäusern oder Arbeiterhäusern werden also nicht systematisch dokumentiert oder konserviert. Einige britische Freilichtmuseen, wie St Fagans in Wales bemühen sich, das Aussehen der Gärten des einfachen Volkes zu präsentieren. Es handelt sich hier jedoch um nachgestaltete Gärten translozierter Häuser, keine Originale. Paul McCartneys Elternhaus in Liverpool, ein Reihenhaus mit kleinem Garten gehört inzwischen dem National Trust, jedoch wegen der historischen Bedeutung, nicht, um ein typisches Arbeiterhaus mit Garten zu konservieren.
In England gibt es keine gesetzliche Grundlage, um Gärten unter Schutz zu stellen. Die Gemeinden können zwar ein Stück Land als Grünfläche ausweisen (Zoning), haben aber keinen Einfluss darauf, wie es gestaltet wird.
Auch das National Council for the Conservation of Plants and Gardens ist denkmalpflegerisch tätig, kümmert sich aber vor allem um die Erhaltung historischer Zierpflanzenarten. 2001 verwaltete der National Trust ca. 150 km² in Form von 200 Gärten und 69 Landschaftsparks.

## Verwaltung und Durchführung

### Deutschland

#### Amtliche Denkmalpflege
Es wird unterschieden in Fachbehörden und Verwaltungsbehörden.
Fachlich zuständig sind die Abteilungen für Gartendenkmalpflege der Denkmalfachbehörden, die ihr wissenschaftliches und technisches Fachwissen einbringen, die für die verwaltungsmäßige und rechtliche Durchführung zuständigen Denkmalschutzbehörden fachlich beraten und für finanzielle Förderungen sorgen.

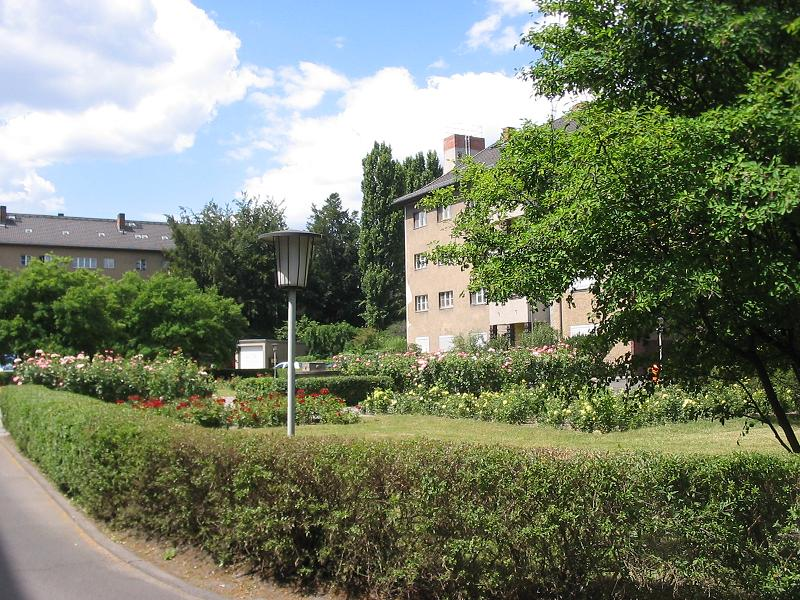
Gartendenkmal Bärensiedlung in Berlin-Tempelhof

In Deutschland werden die Aufgaben der Gartendenkmalpflege von Amts wegen durch die Landesdenkmalämter bzw. Unterabteilungen der entsprechenden Behörde übernommen.
Zum Teil übernimmt diese Behörde den laufenden Unterhalt der Anlagen, vor allem bei Objekten in öffentlichem Besitz. Dazu kann auch eine langfristige Planung zur Wiederherstellung des annähernd historischen Bestands gehören.
Bei Objekten in Privatbesitz kommt das Grundgesetz zum Tragen: Eigentum verpflichtet. Allerdings findet dieser Grundsatz seine Grenzen in der wirtschaftlichen Zumutbarkeit. Private Gartendenkmaleigentümer werden durch öffentliche Zuschüsse unterstützt. Aber dennoch kommt es oft zu Denkmalzerstörungen, wenn die Erhaltung für den Eigentümer wirtschaftlich nicht mehr tragbar war. Auch hat die öffentliche Hand zunehmend weniger Geldmittel zur Verfügung.

#### Umsetzungsdefizit
Die Gartendenkmalpflege ist erst seit wenigen Jahrzehnten als ein eigenes Fachgebiet der Denkmalpflege etabliert. Ein großes Problem (nicht nur) der Gartendenkmalpflege ist auch heute noch das erhebliche Umsetzungsdefizit. Gesetze nützen nichts, wenn sie in der Praxis nicht umgesetzt werden. Oft sind noch nicht einmal alle denkmalwerten gärtnerischen Anlagen erfasst und unter Schutz gestellt, geschweige denn näher ihre Geschichte, verbliebener Bestand, erforderliche Schutzmaßnahmen usw. untersucht.
Die Ursachen sind vielfältig. Es rührt zum einen daher, dass insbesondere in den sog. „Unteren Denkmalschutzbehörden“ – meist sind das die Landkreise – immer noch zu wenig in Gartendenkmalpflege ausgebildete Fachpersonal vorhanden ist. Und wenn es Fachpersonal gibt, dann ist das Fachgebiet aufgrund der Finanzsituation der „öffentlichen Hand“ mit unzureichenden Finanzmitteln ausgestattet. Zweitens ist das Wissen um die Existenz und Geschichte mancher nur regional oder lokal bedeutender Gartenanlagen und das Bewusstsein für deren Denkmalwert in der Öffentlichkeit (und damit der Überwachungsdruck auf die Politik) noch nicht sehr ausgeprägt, wenn auch wachsend.
Drittens sind häufig starke konträre wirtschaftliche Interessen vorhanden. So sind unbebaute Grünflachen häufig von diversen Bauvorhaben gefährdet. Ist dann eine Kommune einerseits Planungsträger und Genehmigungsbehörde für eine steuergeldbringende Baumaßnahme, andererseits aber zugleich Denkmalschutzbehörde, unterliegt häufig die Gartendenkmalpflege. In Baden-Württemberg gibt es seit der Verwaltungsreform keine unabhängige Fachbehörde mehr, sondern diese wird auf Ebene der Regierungsbezirke zusammengefasst mit der Höheren Denkmalschutzbehörde bzw. der Widerspruchsbehörde. Der primär bewahrende Fachauftrag verschmilzt also mit der denkmalschutzrechtlichen Abwägungsaufgabe, wodurch Interessenkonflikte möglich sind.
Übersehen wird häufig, dass Gartendenkmalpflege nicht nur kostet, sondern auch nicht wenige Arbeitsplätze schafft und Geld einbringt, z. B. für Handwerker, pflegende Gärtner, im Fremdenverkehrsgewerbe usw. Gartendenkmale haben darüber hinaus die Funktion eines Erholungsraumes für die Allgemeinheit und sind einer der zunehmend wichtiger werdenden „weichen Faktoren“ der Lebensqualität für die Ansiedlung von Firmen und Einwohnern.

#### Stiftungen und Vereine
Auch aufgrund dieser Umsetzungsdefizite haben sich in mehreren deutschen Bundesländern seit einigen Jahren private Stiftungen auch für den Bereich der Gartendenkmalpflege gegründet, die sich entweder um in öffentlichem Besitz befindliche oder um private Gartendenkmale bemühen.
Beispiele für überörtlich tätige Stiftungen für Gartendenkmalpflege-Aufgaben in Deutschland:
- Deutsche Stiftung Denkmalschutz (bundesweit). Der von der Deutschen Stiftung Denkmalschutz koordinierte jährliche Tag des offenen Denkmals stand am 10. September 2006 unter dem bundesweiten Motto „Rasen, Rosen und Rabatten. Historische Gärten und Parks“. Die Deutsche Stiftung Denkmalschutz verwaltet weiterhin mehrere treuhänderische Stiftungen, die sich der Gartendenkmalpflege widmen, wie die bundesweit fördernde Gemeinschaftsstiftung Historische Gärten.
- Stiftung Preußische Schlösser und Gärten Berlin-Brandenburg, Gartendirektion
- Stiftung Historische Kirchhöfe und Friedhöfe in Berlin Brandenburg
- Stiftung Weimarer Klassik, Dezernat Gartendenkmalpflege
- Stiftung DessauWörlitz
- Stiftung Fürst-Pückler-Park Bad Muskau
- Stiftung Fürst-Pückler-Museum Park und Schloss Branitz
- Stiftung Thüringer Schlösser und Gärten
- Stiftung Historische Gärten in Niedersachsen
- Stiftung Historischer Hängegarten – ein Gardendenkmal der besonderen Art! www.haengegarten.de
- VGH-Stiftung, Hannover (tätig im Bereich Niedersachsen und Bremen)

Des Weiteren gibt es lokal, regional und bundesweit tätige gemeinnützige Vereine, die speziell in diesem Aufgabengebiet engagiert sind. Zu den in Deutschland überörtlich tätigen Vereinen mit Schwerpunkt Gartendenkmalpflege zählen beispielsweise:
- Deutsche Gesellschaft für Gartenkunst und Landschaftskultur (DGGL), Arbeitskreis Historische Gärten[6]
- Niedersächsische Gesellschaft zur Erhaltung historischer Gärten e. V.
- Gartenträume – Historische Parks in Sachsen-Anhalt e. V. (dieses Modellprojekt strebt explizit eine Synergie von Gartendenkmalpflege und touristischer Vermarktung an)

Einige weitere bestehende Vereine haben hauptsächlich die touristische Vermarktung oder die allgemeine Förderung des Interesses an historischen Gärten zum Ziel.

### Großbritannien
Mittel für die Gartendenkmalpflege stammen von dem National Trust, dem Country Stewardship Scheme und, für bestimmte Projekte, aus Lotteriemitteln (Vergabe über die Lottery Commission).

## Überschneidungen
Es können Überschneidungen mit der Baudenkmalpflege und der Bodendenkmalpflege (Archäologische Denkmalpflege), sowie dem Naturschutz bestehen.

### Bau- und Kunstdenkmalpflege
Baulichkeiten und Figurenschmuck in Gartenanlagen, Friedhöfen usw. erfordern die Mitwirkung der Bau- und Kunstdenkmalpflege.

### Gartenarchäologie

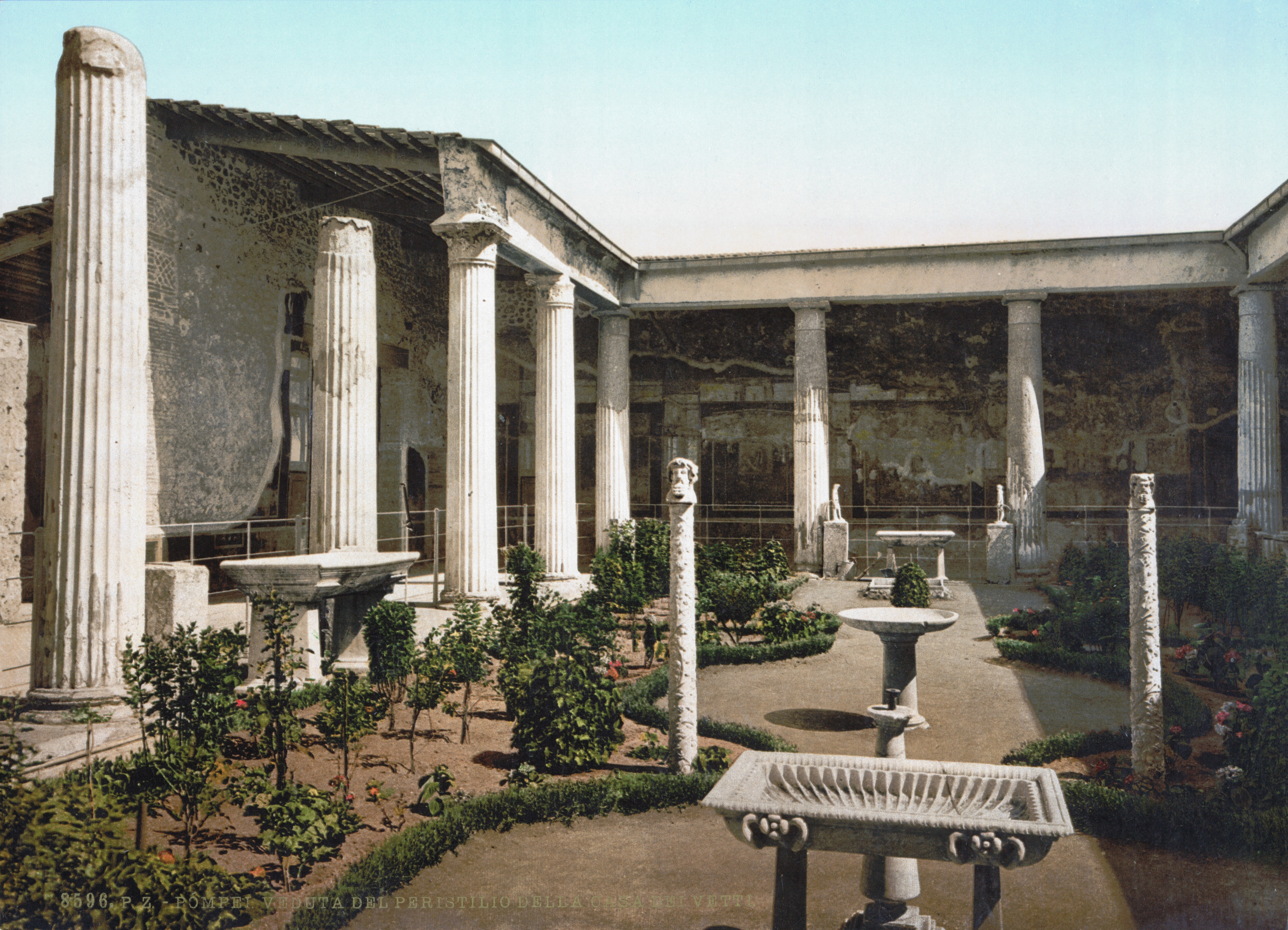
Pompeji, nachempfundener Peristylgarten des Vetti-Hauses, um 1900

Für die Erforschung von Gärten aus vor- und frühgeschichtlicher Zeit wurde die Gartenarchäologie entwickelt, die auf die Methoden der Bodendenkmalpflege zurückgreift. ergänzt um und angepasst an die speziellen Anforderungen der Erforschung organischer Materialien. Hier kommen insbesondere die Pollenanalyse, die Dendrochronologie und die Radiokohlenstoffmethode zum Einsatz. Auch die ursprünglichen Wegeverläufe und deren Schichtenaufbau oder der Wasserversorgung eines Brunnens, der Standorte von Gewächshäusern, Pavillons, Bäumen usw. in einem historischen Garten können durch Ausgrabungen bestimmt werden. Zur Entdeckung verschütteter Gartenstrukturen und Kartierung können zerstörungsfreie Methoden der archäologischen Prospektion dienlich sein. Hierzu zählen Luftbildarchäologie, Messungen der Ferro- und Elektromagnetik sowie Georadar.
Beispiele für Gärten, bei denen gartenarchäologische Methoden zum Einsatz kamen:
- Mahtab Bagh (Mondlicht-Garten) gegenüber dem Taj Mahal in Agra
- Breiters Wintergarten in Leipzig
- der „Privy Garden“ von Hampton Court Palace in London
- die Gärten von Pompeji, erforscht von Wilhelmina F. Jashemski.[8] Im Haus der Poppeia fand man im Peristyl beispielsweise veredelte Zitrusbäume.

### Natur- und Umweltschutz

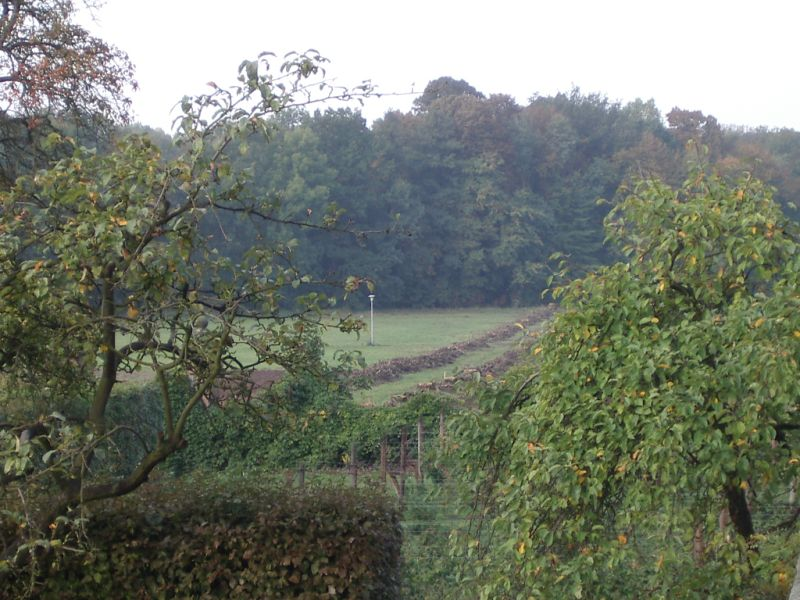
Gefällte Allee westlich des Schlosses Großgründlach bei Nürnberg, ersetzt durch Winterlinden, Aufnahme vom 9. Oktober 2004

Die Gartendenkmalpflege hat zwangsläufig auch oft Berührungspunkte mit dem Naturschutz, hat jedoch eine andere Zweckbestimmung als dieser. So kann beispielsweise ein historischer Park zugleich Naturdenkmal als auch Kulturdenkmal sein. Manchmal werden die beiden Begriffe miteinander verwechselt. Die Verwirrung von Laien rührt auch von amtlichen Bezeichnungen (wie z. B. in Deutschland Naturpark oder Naturdenkmal). Der Schutz von Naturdenkmalen ist nach deutschem Recht Aufgabe des Naturschutzes. Manchmal können sich daraus Konflikte ergeben (z. B. kann die Wiederherstellung einer historischen Struktur eine Entfernung von naturschützerisch wertvollem Pflanzenbestand erfordern), nicht selten aber auch Vorteile (wenn z. B. eine Allee aufgrund Unterschutzstellung als Naturdenkmal nicht zerstört wurde). Es ist jedoch nicht zweckmäßig und nicht zulässig, eine fachlich berechtigte denkmalrechtliche Unterschutzstellung zu unterlassen, weil schon ein naturschutzrechtlicher Schutzstatus besteht.
Seit einigen Jahren wird in Deutschland diskutiert, ob für großräumige Kulturlandschaften eine neue denkmalschutzrechtliche Kategorie eingeführt werden soll, in Anlehnung an die naturschutzrechtlichen Begriffe Nationalpark und Naturpark sowie die von ICOMOS für „Kulturlandschaften von herausragender internationaler Bedeutung“ verliehene Bezeichnung.

## Geschichte
Das Werk vieler Gartengestalter ist teilweise oder weitgehend verlorengegangen, da die Besitzer die Anlagen umgestaltet haben oder nicht instand hielten. So sind zum Beispiel viele Gärten von Russell Page nicht oder nur schlecht erhalten. Andere Anlagen wurden unter Denkmalschutz gestellt oder werden von Stiftungen in einem mehr oder weniger ursprünglichen Zustand erhalten („Karl-Foerster-Gedenkstätte“ durch die Deutsche Stiftung Denkmalschutz, Mien-Ruys-Stiftung in den Niederlanden). Andere Gartengestalter sprachen sich dagegen aus, ihre Gärten auf einem bestimmten Stand „einzufrieren“, hier wäre zum Beispiel Christopher Lloyd und Great Dixter zu nennen. Lloyd lehnte die Gartengestaltung des National Trust vehement ab.
Seit Anfang der 1980er Jahre wird zunehmend versucht, historische Gärten zu bewahren, wiederherzustellen (z. B. Lost Gardens of Heligan) oder nachzugestalten. Neben der meist schlechten Quellenlage – oft liegen keine Pflanzlisten vor und es muss auf eine generische „zeittypische“ Bepflanzung zurückgegriffen werden – stellt sich hier, wie bei Gebäuden das Problem, welche Fassung einer Gartenanlage rekonstruiert werden soll. Oft werden nur ausgewählte Teile in eine „historische“ Form gebracht, als Teil eines weitgehend modernen Gartens.

### UNESCO
Am 21. Mai 1981 wurde in Florenz vom Internationalen Komitee für historische Gärten ICOMOS-IFLA die Charta der historischen Gärten (Charta von Florenz) als weiterer entscheidender Schritt zur Etablierung der querschnittorientierten Gartendenkmalpflege beschlossen:

„Historische Gärten gehören zu den Elementen des kulturellen Erbes, deren Fortbestand naturbedingt ein äußerstes an unablässiger Pflege durch qualifizierte Personen erfordert. Durch zweckentsprechende Unterrichtsmethoden muss die Ausbildung dieser Fachleute gesichert werden, und zwar von Historikern, Architekten, Landschaftsarchitekten, Gärtnern und Botanikern.“

### Deutschland
Die große Umgestaltungswelle in landschaftliche Anlagen vernichtete unzählige formale Gärten der Renaissance und des Barock. Einzelne Gärten oder zumindest Elemente überlebten, z. B. weil konservative Eigentümer die neue Mode noch nicht mitmachen wollten oder aus finanziellen Gründen nicht umsetzen konnten, oder weil sie nach Wechsel der Residenz in Vergessenheit gerieten. Manchmal war auch die Anerkennung der schöpferischen Leistung der Vorfahren oder Praktikabilität ein Motiv. So wandelte beispielsweise Friedrich Ludwig Sckell mehrfach nur schlossferne Teile von Barockgärten in Landschaftsgärten um und beließ manche Alleen und andere geometrische Strukturen (Beispiel: Schloss Nymphenburg in München).
Im Wesentlichen liegen die Anfänge der deutschen Gartendenkmalpflege (und auch des Naturschutzes) in der Heimatschutzbewegung am Ende des 19. Jahrhunderts, deren Gedanken Einfluss in die Gesetzgebung fanden. In dieser Zeit wurden auch verschiedene Organisationen gegründet, z. B. die Deutsche Gesellschaft für Gartenkunst, und der Deutsche Bund Heimatschutz, die sich den Denkmalschutz zur Aufgabe machten.
Der Verein Deutscher Gartenkünstler forderte bereits 1892, Veränderungen an alten Parks und Gärten zu verhindern, weil sie Zeugnis einer historischen Epoche seien. 1902 wurde in Preußen und Hessen, 1909 in Bremen das Gesetz betreffend den Schutz von Baudenkmälern und Straßen- und Landschaftsbildern erlassen. 1910 wurde auf dem 11. Tag für Denkmalpflege in Danzig historischen Gärten und Baudenkmalen erstmals gleiche Bedeutung beigemessen, unabhängig von Stilrichtung, Größe und Eigentümer.
Besondere Bedeutung gewann die Erhaltung historischer Parks nach den Enteignungen im Zuge der Revolutionszeit nach dem Ersten Weltkrieg. In dieser Zeit entstanden aus den höfischen Gartenverwaltungen die staatlichen Gartenverwaltungen der heutigen Bundesländer, wodurch zumindest die staatlichen Gärten denkmalpflegerisch betreut wurden. Der Begründer der wissenschaftlichen Gartendenkmalpflege war in den 1920er Jahren Georg Potente, Gartendirektor in Potsdam-Sanssouci.
1928 erkannte Paul Clemen, Ordinarius für Kunstgeschichte in Bonn und ehemals rheinischer Provinzialkonservator, auf dem Tag für Denkmalpflege und Heimatschutz die Gartendenkmalpflege ausdrücklich als Bestandteil der Denkmalpflege an.
Viele Gartenanlagen Deutschlands wurden im Zweiten Weltkrieg schwer beschädigt. Viele Gärten in Ost- und Westdeutschland, die den Krieg überstanden hatten, wurden allerdings in den Nachkriegsjahrzehnten durch Straßenbau, Aufteilung der Grundstücke usw. zerstört. 1963 gründete die Deutsche Gesellschaft für Gartenkunst und Landschaftspflege (DGGL) den Arbeitskreis Historische Gärten.
Im Europäischen Denkmalschutzjahr 1975 wurde die Resolution von Schwetzingen verfasst. In der DDR wurde in diesem Jahr eine Fachabteilung für Gartendenkmalpflege am Institut für Denkmalpflege der DDR aufgebaut. In West-Berlin wurde 1978 ein Referat für Gartendenkmalpflege beim Senator für Bau- und Wohnungswesen geschaffen, das später der Senatsverwaltung für Stadtentwicklung und Umweltschutz angeschlossen wurde und heute zum Landesdenkmalamt gehört. Am 8. April 1992 wurde in Berlin eine Arbeitsgruppe Gartendenkmalpflege innerhalb der Vereinigung der Landesdenkmalpfleger in der Bundesrepublik Deutschland gegründet.
Heute ist der Begriff des Gartendenkmals – auf unterschiedliche Weise – in allen Denkmalschutzgesetzen der Bundesländer verankert. Allerdings fehlt in manchen Bundesländern, vor allem auf der kommunalen Ebene, die praktische Institutionalisierung und Umsetzung (Bereitstellung finanzieller und fachpersoneller Mittel).
Der Nestor der deutschen Gartendenkmalpflege ist Dieter Hennebo.

### Großbritannien
Bereits 1828 legte die Familie Whitmore-Jones im 1612 erbauten Chastleton House in den Cotswolds einen Garten an, der eine jakobinische Anlage nachahmte. Dies ging allmählich vergessen, in der Folge galt der Garten als ein Original. Erst nach der Übernahme der Anlage durch den National Trust und ausführlichen Archivstudien wurde erkannt, dass es sich nicht um eine originale Anlage handelte.
1974 erregte eine Ausstellung von Roy Strong über verschwindende Landhäuser im Victoria and Albert Museum das Interesse der Öffentlichkeit auch an historischen Gärten. Ihr folgte 1979 eine Ausstellung zur Gartengeschichte (John Harris: The Garden: A Celebration of a Thousand Years of British Gardening).
Montacute House, ein elisabethanisches Haus, das der National Trust 1931 übernahm, war eine der ersten größeren Gartenanlagen, die durch diesen Quango gestaltet wurden. 1989 betreute der Trust bereits 110 Gärten und beschäftigte ca. 350 Gärtner; 2001 waren es 450 Gärtner. Inzwischen bildet er auch Gärtner aus, kann aber nicht mehr ohne die Hilfe zahlreicher Freiwilliger auskommen.
Zeittypisch nachempfundene Gärten wurden zum Beispiel in Moseley Old Hall in Wolverhampton angelegt, um dem Bauwerk einen „zeitgerechten Rahmen“ zu geben. Bede’s World in Newcastle präsentiert nachgestaltete frühmittelalterliche Gärten.
In Großbritannien gibt es auch Vereine, die sich der Sammlung und Pflege alter Gartengeräte widmen, wie zum Beispiel der 1990 gegründete „Old Lawnmower Club“.

### Niederlande
Die Nederlandse Tuinstichting bewahrt das Werk niederländischer Gartengestalter und unterhält ein Photo-Archiv von Gartenanlagen. In einer Datenbank sind wichtige niederländische Gärten erfasst.

## Verfahren und Maßnahmen

### Parkpflegewerk
Wichtiges planerisches Mittel der Gartendenkmalpflege ist die Erstellung eines sogenannten Parkpflegewerkes.

„Ein Parkpflegewerk ist ein Instrument zur Analyse, zur Dokumentation, zur denkmalgerechten Pflege, zur Erhaltung und Restaurierung historischer Gärten.“

In diesem Planungswerk werden also:
- alle verfügbaren Vorinformationen über das Objekt gesammelt und ausgewertet,
- alle künftigen Planungen in einem detaillierten fachlichen Konzept dargestellt.

### Inventarisation
Die Inventarisation von Gartendenkmalen, d. h. ihre Erfassung in Inventaren, Denkmallisten bzw. Datenbanken ist die Grundlage auch der Gartendenkmalpflege. Nur dadurch können Kulturdenkmale definiert werden, wenn sie nicht schon durch eine allgemein gültige Bestimmung im Denkmalschutzgesetz eines Bundeslandes definiert wurden. Leider wurden Werke der Gartenkunst lange in der Denkmalpflege vernachlässigt. Es gibt eine sehr große Anzahl an potentiell denkmalwerten Objekten der Gartenkunst. Daher bestehen auch heute in vielen Ländern noch Inventarisationsdefizite.
Die ersten Ansätze einer systematischen Inventarisation für das Gesamtgebiet von Deutschland lieferte der Deutsche Heimatbund mit seinem Projekt „Erfassung der historischen Gärten und Parks in der Bundesrepublik Deutschland“ (erste Auflage 1985 veröffentlicht). In verschiedenen Bundesländern gab es seither weitere Erfassungsprojekte.

### Historische Forschung
- Archivalische Quellenlage erkunden: Pläne, Ansichten, Beschreibungen usw. der historischen Gartenanlage in Archiven ermitteln und sichten
- Aktuelles Aufmaß anfertigen
- Gegebenenfalls photogrammetrische (entzerrte) Luftbilder, Falschfarbenaufnahmen, Stereobilder anfertigen.
- Untersuchungen am Objekt zur Erforschung des ursprünglichen Bestands, z. B. durch Baumaltersbestimmungen, Erkennen von Veredlungen oder historischer Schnittflächen an Hecken und Alleebäumen
- Analyse am Objekt zur Erforschung von Bereichen historischer Umgestaltungen (frühere Stilphasen)
- Kunsthistorische Methoden (Datierung, Funktionsfrage, Quellenstudium …)
- Realienkunde bzw. Materialgeschichte (bei Baulichkeiten, Wegen: Materialarten, Formate …) zur Eingrenzung des Zeitraums der Anlagephasen
- Untersuchung der bauhistorischen Aspekte (Vergleiche mit anderen Anlagen zur Funktionserkennung) zur Ermöglichung der Rekonstruktion
- Naturwissenschaftliche Analyse (chemische und physikalische Zusammensetzung von Bodenschichten und Wegeaufbauten, Feststellung von Erkrankungen an Pflanzen, pflanzensoziologische Aufnahmen, genetische Analysen zur Sortenbestimmung, Dendrochronologie zur Feststellung des Alters (z. B. C14-Methode), Thermolumineszenzdatierung …)
- Gegebenenfalls archäologische Untersuchung (Suche nach Samenresten, Pollenanalyse, Geophysikalische Prospektion[20])

### Maßnahmen

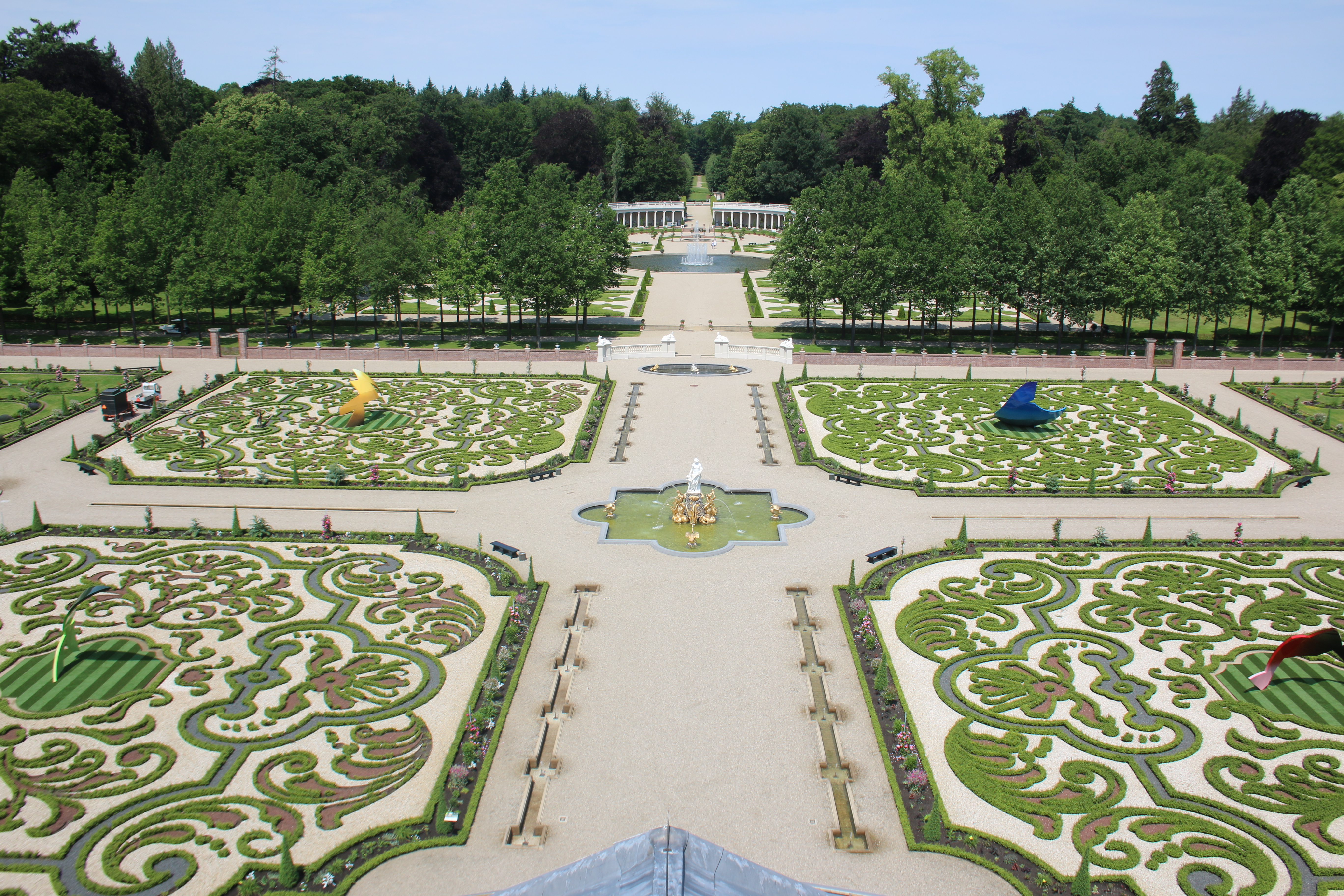
Garten von Het Loo, sehr detailtreu an vorhandenen Quellen orientierte Neuschöpfung einer zerstörten Anlage, jedoch unter Zerstörung späterer Zustände (Landschaftsgarten)

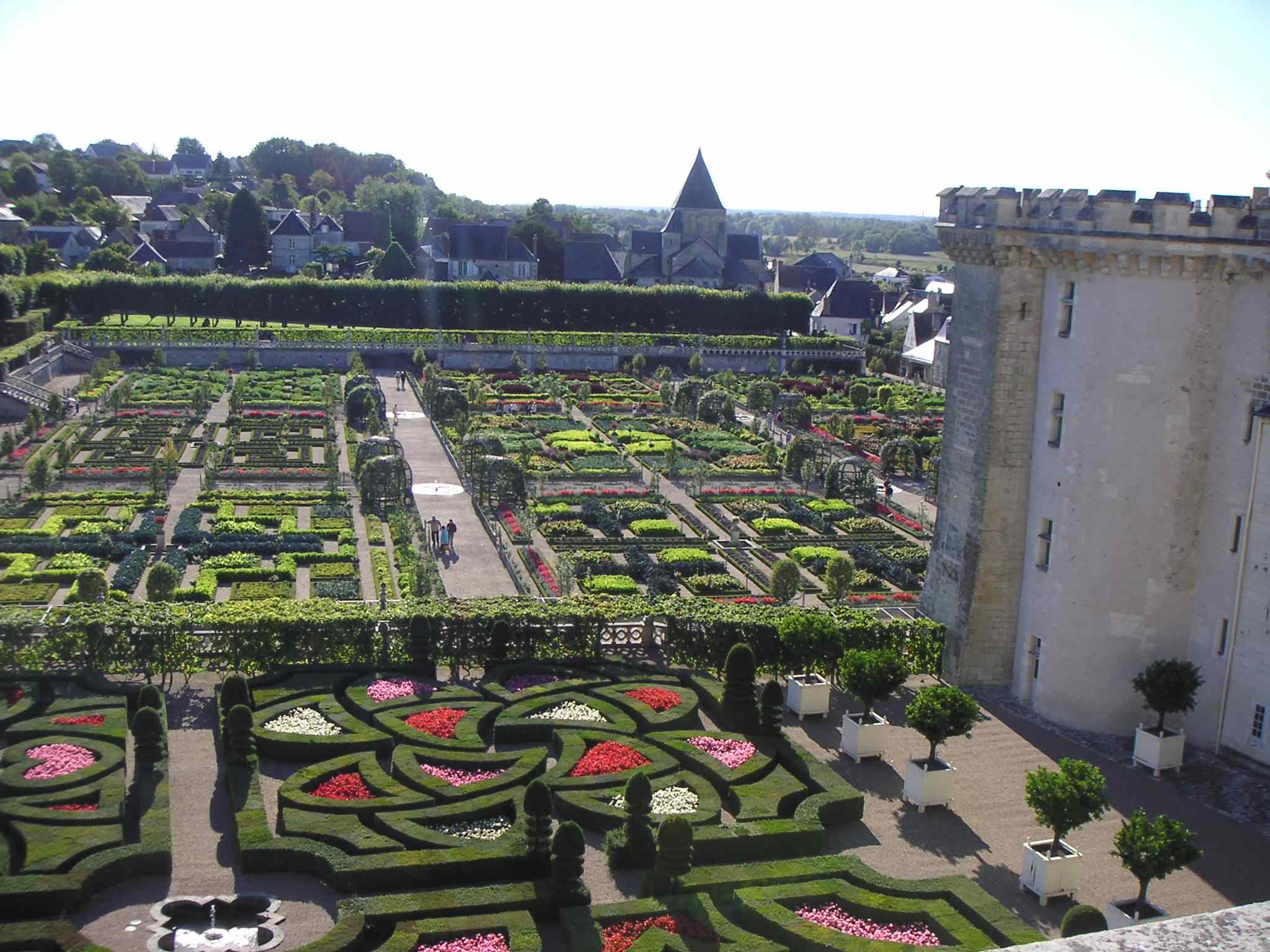
Garten von Schloss Villandry, ursprünglich ein Renaissancegarten, durch Joachim Carvallo idealisierende „Wiederherstellung“ in Orientierung an einem veränderten Zustand aus dem 19. Jahrhundert, unter Zerstörung der späteren Veränderungen; daher im Grunde ebenfalls eine Neuschöpfung

Die Maßnahmen, die zur Er- und Unterhaltung von Gartendenkmalen notwendig sind, sind sehr vielfältig. Allgemeine denkmalpflegerische Maßnahmen sind im Artikel Denkmalpflege behandelt. Sie gelten im Prinzip auch für die Gartendenkmalpflege. Das pflanzliche Material der Gärten führt jedoch dazu, dass die Relevanz der einzelnen Maßnahmen in der Gartendenkmalpflege teilweise eine andere ist als in der Baudenkmalpflege. Die Grenzen zwischen den Maßnahmen sind fließend und hängen im Einzelfall vom Betrachtungsrahmen ab.
- Funktionen und Nutzungen verträglich steuern: Viele Gartendenkmale werden intensiv genutzt für Freizeitaktivitäten, z. B. Kultur- und Sportveranstaltungen. Die Gartendenkmalpflege soll diese so steuern und ggf. begrenzen, dass eine Übernutzung und Schädigung verhindert wird.
- Altern lassen: keine oder nur sehr geringe Eingriffe (sog. „kontrollierter Verfall“, oder „Sterben in Würde“), wird manchmal bei alten Bäumen, die auch großen ökologischen Wert haben, angewandt.
- Instandhaltung: Normale Pflegearbeiten, wie regelmäßiger und fachgerechter Schnitt, evtl. nach historischen Methoden, Sauberhaltung eines Gewässers.
- Konservierung: „Einfrieren“ des derzeitigen Zustandes, Stoppen der Alterung. Dies ist bei lebenden Pflanzen nicht möglich.
- Reparatur, Instandsetzung: Erneuerung verbrauchter und beschädigter Teile des Denkmals, z. B. einzelne Nachpflanzungen in Hecken oder Alleen.
- Renovierung, Restaurierung: umfangreiche Erneuerung, die über Reparaturen hinausgeht.
- Rekonstruktion: Wiederherstellung eines verloren gegangenen Erscheinungsbildes von Gartenteilen oder ganzer Gärten ohne Originalmaterial auf der Grundlage von schriftlichen und bildlichen Quellen und, soweit vorhanden, Ergebnissen der Gartenerforschung. Rekonstruierte Objekte gelten als Neuschöpfungen und haben zunächst keinen Anspruch auf Denkmalschutz, doch kann ihnen mit der Zeit ein Denkmalwert zuwachsen. Ein Beispiel für eine Neuschöpfung ist der Eichstätter Bastionsgarten als Nachfolger des „Hortus Eystettensis“ in Eichstätt. Ein umstrittenes Beispiel einer Rekonstruktion ist die Wiederherstellung des Gartens von Het Loo ab 1970, aus Anlass seiner im Jahr 1984 anstehenden 300-Jahr-Feier.
- Anastilosis (gilt nur für Bauwerke): Wiederzusammensetzen eingestürzter Gartenbauten mit Originalmaterial.
- Translozierung: Versetzung eines Gartendenkmals oder eines Teils davon vom ursprünglichen an einen anderen Standort. Ehe der Totalverlust eintritt, ist dies die zweitschlechteste Lösung zum Erhalt. In der Regel betrifft dies bauliche Teile, wie Brunnen, Pavillons usw. Im Unterschied zu Baulichkeiten sind Pflanzen ohnehin ständig im Wandel und können oft nachgepflanzt werden. Für den Erhalt der Denkmaleigenschaft kommt es nur in besonderen Fällen auf den Erhalt der Originalpflanze an. Eine komplette Gartenanlage zu translozieren ist naturgemäß kaum möglich, auf jeden Fall würden dabei die gerade bei Gartenanlagen oft äußerst wichtigen Sichtbeziehungen in die Umgebung (Point de vue) verlorengehen. Denkbar ist die Großbaumverpflanzung eines Baumes oder einer Allee.